# اندرو (ایلینوی)
اندرو (به انگلیسی: Andrew) یک منطقهٔ مسکونی در ایالات متحده آمریکا است که در شهرستان سانگامون، ایلینوی واقع شده است. اندرو ۱۷۷٫۰۹ متر بالاتر از سطح دریا قرار دارد.